# Рафаил (фрегат, 1791)
«Рафаил» или «Архангел Рафаил» — парусный фрегат Балтийского флота Российской империи, находившийся в составе флота с 1791 по 1804 год, один из трёх фрегатов типа «Архангел Михаил». Во время службы принимал участие в войнах с Францией 1792—1797 и 1798—1800 годов, в том числе в крейсерских плаваниях и перевозке войск. В 1801 году был переоборудован и в последние годы службы использовался в качестве транспортного судна, а по окончании службы был разобран в Кронштадте.

## Описание судна
Парусный деревянный фрегат, один из трёх фрегатов типа «Архангел Михаил», строившихся в Архангельске с 1790 по 1798 год, по чертежам захваченного у шведов в 1789 году фрегата «Венус». Длина судна по сведениям из различных источников могла составлять 46,18—46,2 метра, ширина 11,9—11,96 метра, а осадка 4,79—4,8 метра. Вооружение судна состояло из 44 орудий, а численность экипажа могла составлять от 256 до 398 человек.
Был одним из восьми парусных кораблей Российского императорского флота, носивших это наименование. Также в составе Балтийского флота несли службу одноимённые парусные линейные корабли 1713, 1724, 1745, 1758 и 1802 годов постройки, в составе Черноморского флота — одноимённый парусный фрегат 1828 года постройки, а в составе Каспийской флотилии — одноимённый гекбот 1745 года постройки.

## История службы
Фрегат «Рафаил» был заложен на стапеле Соломбальской верфи 14 (25) июля 1790 года и после спуска на воду 24 мая (4 июня) 1791 года вошёл в состав Балтийского флота России. Строительство вёл корабельный мастер бригадирского ранга М. Д. Портнов.
Принимал участие войне с Францией 1792—1797 годов. В кампанию 1794 года совершил переход из Архангельска в Кронштадт. 1 (12) июня 1795 года покинул Кронштадт в составе эскадры под командованием вице-адмирала П. И. Ханыкова и, зайдя в Ревель и Копенгаген, 27 июля (7 августа) пришёл на Дильский рейд. До сентября следующего 1796 года фрегат находился в Англии, откуда в составе отрядов выходил в крейсерские плавания к голландским берегам. 24 сентября (5 октября) русская эскадра ушла с Ширенского рейда и 14 (25) октября пришла в Кронштадт, по дороге также посетив Копенгаген. В 1797 году в составе эскадры кораблей Балтийского флота принимал участие в крейсерском плавании у берегов Померании и Голштинии.
В 1798 году находился в Кронштадте на ремонте, после чего принимал участие войне с Францией 1798—1800 годов. В кампанию 1798 года выходил в крейсерские плавания в Балтийское море. В кампанию 1799 года вышел в «секретную экспедицию» с десантом на борту, однако в районе Дагерорда на фрегате открылась течь и он был вынужден вернуться в Кронштадт, высадив десант в Ревеле. 14 (25) июня 1799 года фрегат вновь перешёл из Кронштадта в Ревель, где принял на борт войска и 21 июля (1 августа) в составе эскадры под командованием контр-адмирала П. В. Чичагова ушёл к голландским берегам. 26 августа (6 сентября) эскадра подошла к острову Тексел, который на тот момент уже был занят войсками союзников, в связи с чем 28 августа (8 сентября) корабли эскадры пришли в Ярмут. 3 (14) сентября эскадра вернулась к Текселю и высадила на него войска. 10 (21) октября фрегат забрал с острова 140 раненых солдат и ушёл от Текселя. 11 (22) октября «Рафаил» попал в сильный шторм, во время которого на нём сломалась грот-мачта, треснула бизань-мачта и открылась течь, однако ему удалось 17 (28) октября добраться до Гулля. Там фрегат пробыл до марта следующего 1800 года, после чего 2 (14) апреля перешёл в Ярмут, а оттуда в Блекстекс, где встал на ремонт. С 20 июля (1 августа) по 26 сентября (8 октября) в составе эскадры вице-адмирала Б. А. Баратынского фрегат совершил переход из Портсмута в Кронштадт.
В 1801 году фрегат был переоборудован в транспортное судно и в кампании 1802 и 1803 годов использовался для перевозки грузов между портами Финского залива. По окончании службы в 1804 году транспорт «Рафаил» был разобран в Кронштадте.

## Командиры фрегата
Командирами фрегата «Рафаил» в разное время служили:
- капитан-лейтенант М. Д. Волховской (1794 год)[15];
- капитан-лейтенант И. А. Игнатьев (до июля 1795 года)[16];
- капитан-лейтенант Е. Е. Ульрих (с июля 1795 года до 1796 года)[комм. 5][17];
- капитан-лейтенант В. П. Малыгин (1797—1799 годы)[18];
- капитан 2-го ранга С. Г. Скотт (до июня 1799 года)[комм. 6][20];
- капитан-лейтенант, а с 28 ноября (9 декабря) 1799 капитан 2-го ранга П. А. Боиль (с июня 1799 года до 1800 года)[21]
- капитан-лейтенант А. В. Повалишин (1802—1803 годы)[22].